# Liste der Biografien/Dew
Liste der Biografien |
Portal Biografien |
Personensuche
# |
A |
B |
C |
D |
E |
F |
G |
H |
I |
J |
K |
L |
M |
N |
O |
P |
Q |
R |
S |
T |
U |
V |
W |
X |
Y |
Z |
?
 
Da |
Db |
Dc |
Dd |
De |
Dg |
Dh |
Di |
Dj |
Dk |
Dl |
Dm |
Dn |
Do |
Dq |
Dr |
Ds |
Du |
Dv |
Dw |
Dy |
Dz
 
De A |
De B |
De C |
De D |
De E |
De F |
De G |
De H |
De J |
De K |
De L |
De M |
De N |
De P |
De Q |
De R |
De S |
De T |
De V |
De W |
De Y |
De Z 

Dea |
Deb |
Dec |
Ded |
Dee |
Def |
Deg |
Deh |
Dei |
Dej |
Dek |
Del |
Dem |
Den |
Deo |
Dep |
Deq |
Der |
Des |
Det |
Deu |
Dev |
Dew |
Dex |
Dey |
Dez
Die Liste der Biografien führt alle Personen auf, die in der deutschsprachigen Wikipedia einen Artikel haben. Dieses ist eine Teilliste mit 212 Einträgen von Personen, deren Namen mit den Buchstaben „Dew“ beginnt.

## Dew
- Dew, David (* 1968), neuseeländischer Radrennfahrer
- Dew, Eddie (1909–1972), US-amerikanischer Schauspieler und Filmregisseur
- Dew, John (* 1944), britischer Opernregisseur und Intendant
- Dew, John Anthony (* 1950), britischer Botschafter
- Dew, John Atcherley (* 1948), neuseeländischer römisch-katholischer Geistlicher, Erzbischof von Wellington
- Dew, Martin (* 1958), englischer Badmintonspieler

### Dewa
- Dewa, Shigetō (1856–1930), japanischer Admiral
- Dewa, Sitabile, simbabwische Aktivistin
- Dewachtere, Charles (1927–2020), belgischer Marathonläufer
- Dewael, Patrick (* 1955), belgischer Politiker der Partei Open Vlaamse Liberalen en Democraten (VLD)
- Dewaele, David (1976–2013), französischer Schauspieler
- Dewaele, Sieben (* 1999), belgischer Fußballspieler
- Dewaels, Salomé, belgische Filmschauspielerin
- Dewaere, Lola (* 1979), französische SchauspielerinLola Dewaere (* 1979)

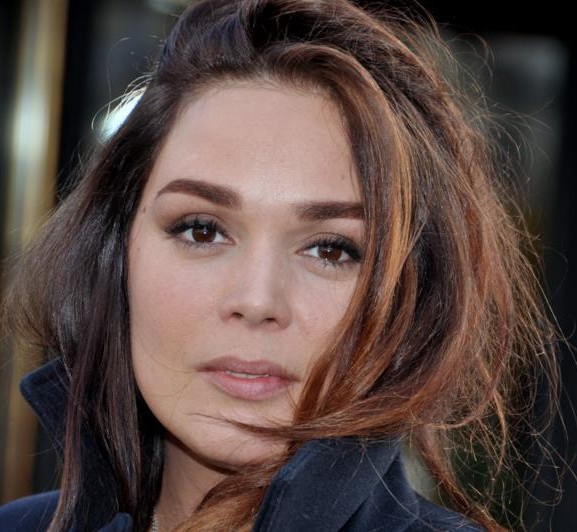
Lola Dewaere (* 1979)

- Dewaere, Patrick (1947–1982), französischer Schauspieler
- Dewal, Marie, österreichische Theaterschauspielerin
- Dewal, Martha (* 1935), Schweizer Opernsängerin
- Dewald, Georg (1892–1970), deutscher Politiker (SPD), MdB, MdL
- Dewald, Jörg (* 1966), deutscher Sänger, Texter, Songwriter und Musikproduzent
- Dewald, Julius (* 1879), deutscher Sänger, Theaterschauspieler, -regisseur und -leiter sowie Stummfilmschauspieler- und -regisseur
- Dewald, Markus (* 1952), deutscher Volkskundler, Autor und Lehrer
- Dewald, Martin (* 1986), deutscher Baseballspieler
- Dewald, Monika (* 1943), deutsche Langstreckenläuferin
- Dewald, Stephan Josef (1884–1964), deutscher Apotheker und Politiker (CDU), MdL
- Dewaldt, Theobald František von († 1701), Rittmeister der Kaiserlichen Armee und Verwandter des Johann von Sporck
- Dewalkar, Akshay (* 1988), indischer Badmintonspieler
- Dewall, Hans Werner von (1901–1974), deutscher Industrieller
- Dewall, Heinrich von (1847–1923), preußischer Generalleutnant
- Dewall, Johannes von (1829–1883), preußischer Offizier und Schriftsteller
- Dewall, Kasimir von (1773–1826), preußischer Landrat
- Dewall, Kasimir von (1811–1895), preußischer Generalleutnant
- Dewall, Kitty (1894–1955), Sängerin und Schauspielerin der Stummfilmzeit
- Dewall, Magdalene von (1927–2014), deutsche China-Archäologin
- Dewalque, Nicolas (* 1945), belgischer Fußballspieler
- Dewalt, Arthur Granville (1854–1931), US-amerikanischer Politiker
- Dewan, Jenna (* 1980), US-amerikanische Tänzerin und SchauspielerinJenna Dewan (* 1980)

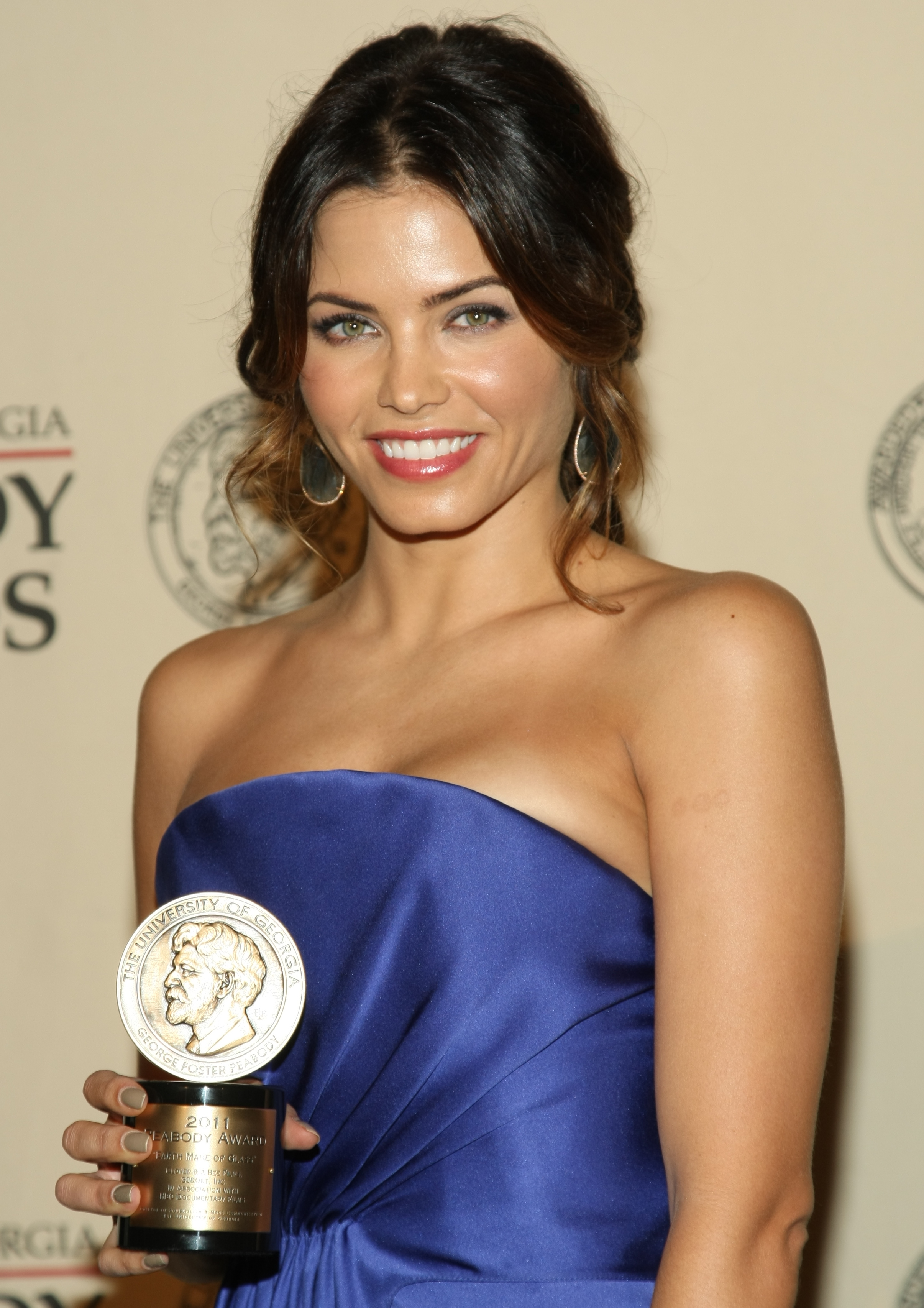
Jenna Dewan (* 1980)

- Dewan, Lawrence (1932–2015), kanadischer katholischer Theologe
- Dewane, Frank Joseph (* 1950), US-amerikanischer Geistlicher und Bischof von Venice
- Dewangan, Juhi (* 1994), indische Badmintonspielerin
- Dewanger, Karl (1897–1944), österreichischer Politiker (CSP, VF), Mitglied des Bundesrates
- Dewaquez, Jules (1899–1971), französischer Fußballspieler und -trainer
- Dewar, Andrew (* 1981), britischer Organist und Hochschullehrer
- Dewar, Andrew Raffo (* 1975), US-amerikanischer Jazzmusiker und Hochschullehrer
- Dewar, Arthur, Lord Dewar (1860–1917), schottischer Politiker
- Dewar, Donald (1937–2000), schottischer Politiker, Mitglied des House of Commons
- Dewar, James (1842–1923), schottischer Physiker und ChemikerJames Dewar (1842–1923)

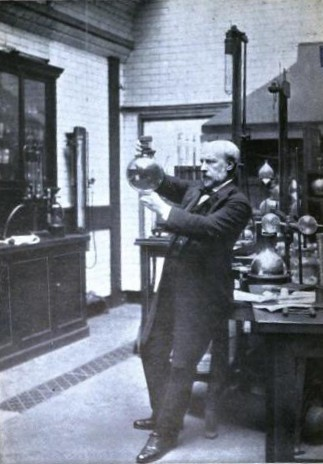
James Dewar (1842–1923)

- Dewar, Marion (1928–2008), kanadische Politikerin, Bürgermeisterin von Ottawa
- Dewar, Michael (1918–1997), US-amerikanischer theoretischer Chemiker
- Dewar, Neil (1908–1982), schottischer Fußballspieler
- Dewar, Paul (1963–2019), kanadischer Politiker und Lehrer
- Dewar, Robert (1945–2015), US-amerikanischer Informatiker
- Dewar, Tommy (1913–1982), kanadischer Eishockeyspieler
- Dewart, Lewis (1780–1852), US-amerikanischer Politiker
- D’Ewart, Wesley A. (1889–1973), US-amerikanischer Politiker
- Dewart, William Lewis (1821–1888), US-amerikanischer Politiker
- Dewasme-Plétinckx, Antoine (1797–1851), belgischer Lithograf sowie Verleger von Kunstdrucken, Fotografien und Büchern
- Dewasne, Jean (1921–1999), französischer Maler, Bildhauer und Autor
- Dēwāštič († 722), sogdischer Herrscher
- Dewath, Dagny (* 1981), deutsche Schauspielerin
- Dewatre, Jacques (1936–2021), französischer Offizier, hoher Verwaltungsbeamter und Diplomat
- Dewatripont, Mathias (* 1959), belgischer Wirtschaftswissenschaftler
- Dewaty, Hubert (1892–1962), österreichischer Politiker (Landbund), Abgeordneter zum Nationalrat
- Dewavrin, André (1911–1998), französischer Gründer des Nachrichtendienstes der Freien Franzosen
- DeWayne McKnight (* 1954), US-amerikanischer Funk- und Fusion-Gitarrist
- Dewayne, Patrick (* 1976), afrodeutscher Schauspieler und SängerPatrick Dewayne (* 1976)

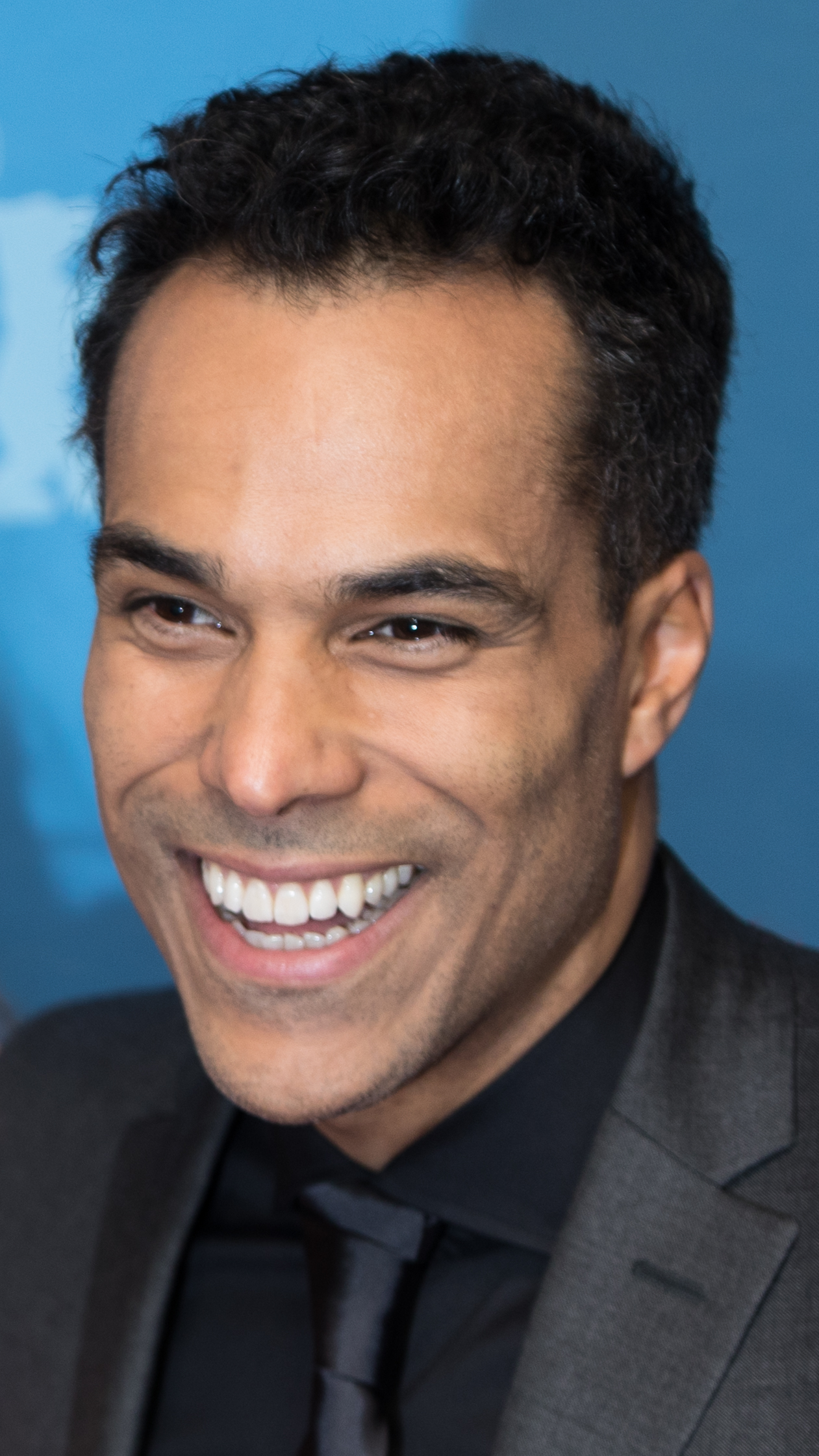
Patrick Dewayne (* 1976)

### Dewd
- Dewdney, Alexander K. (1941–2024), kanadischer Informatiker und Buchautor
- Dewdney, Anna (1965–2016), US-amerikanische Kinderbuchautorin und Illustratorin
- Dewdney, Christopher (* 1951), kanadischer Dichter und Schriftsteller
- Dewdney, Edgar (1835–1916), kanadischer Ingenieur, Unterhändler, Politiker und Vizegouverneur

### Dewe
- Dewe, Bernd (1949–2017), deutscher Erziehungswissenschaftler
- Deweer, Jochen (* 1991), belgischer Bahn- und Straßenradrennfahrer
- Deweese, John T. (1835–1906), US-amerikanischer Politiker
- Deweese, Randy (* 1998), US-amerikanischer Volleyballspieler
- Dewehrt, Friedrich (1808–1848), deutsch-österreichischer Maler und Lithograph
- Dewell, James D. (1837–1906), US-amerikanischer Politiker
- Dewenter, Eduard (1938–2019), deutscher Politiker (CDU), MdL Mecklenburg-Vorpommern
- Dewenter, Ralf (* 1968), deutscher Wirtschaftswissenschaftler
- Dewenter, Simone, deutsches Mordopfer
- Dewerny, Christine (* 1947), deutsche Bildhauerin
- Dewers, Ferdinand (1889–1961), deutscher Botaniker und Geologe
- Dewers, Hinrich (1856–1941), deutscher Unternehmer und Gemeindevorsteher
- Dewes, Armin (* 1979), deutscher Volleyballspieler
- Dewes, Dieter (* 1955), deutscher Gewerkschafter, Bundesvorsitzender der Deutschen Zoll- und Finanzgewerkschaft
- Dewes, Peter (1821–1876), deutscher Unternehmer und Politiker
- Dewes, Richard (* 1948), deutscher Politiker (SPD), MdL
- D’Ewes, Simonds (1602–1650), englischer Antiquar und Moralist
- Dewetter, Karel (1882–1962), tschechischer Schriftsteller und Dichter, Archivar und Redakteur
- Dewever, Jean (1927–2010), französischer Regisseur und Drehbuchautor
- Dewey, Alvin (1912–1987), US-amerikanischer Mitarbeiter des KBI
- Dewey, Charles (1916–1973), deutscher SED-Funktionär, Finanz- und Wirtschaftsfunktionär
- Dewey, Charles S. (1880–1980), US-amerikanischer Politiker
- Dewey, Chester (1784–1867), US-amerikanischer Botaniker
- Dewey, Clive (* 1945), britischer Historiker
- Dewey, Daniel (1766–1815), US-amerikanischer Jurist und Politiker
- Dewey, Donna, US-amerikanische Filmproduzentin und Filmregisseurin
- Dewey, George (1837–1917), Admiral der US Navy und einziger Träger des höchsten Dienstgrades eines Admiral of the Navy
- Dewey, John (1859–1952), US-amerikanischer Philosoph und PädagogeJohn Dewey (1859–1952)

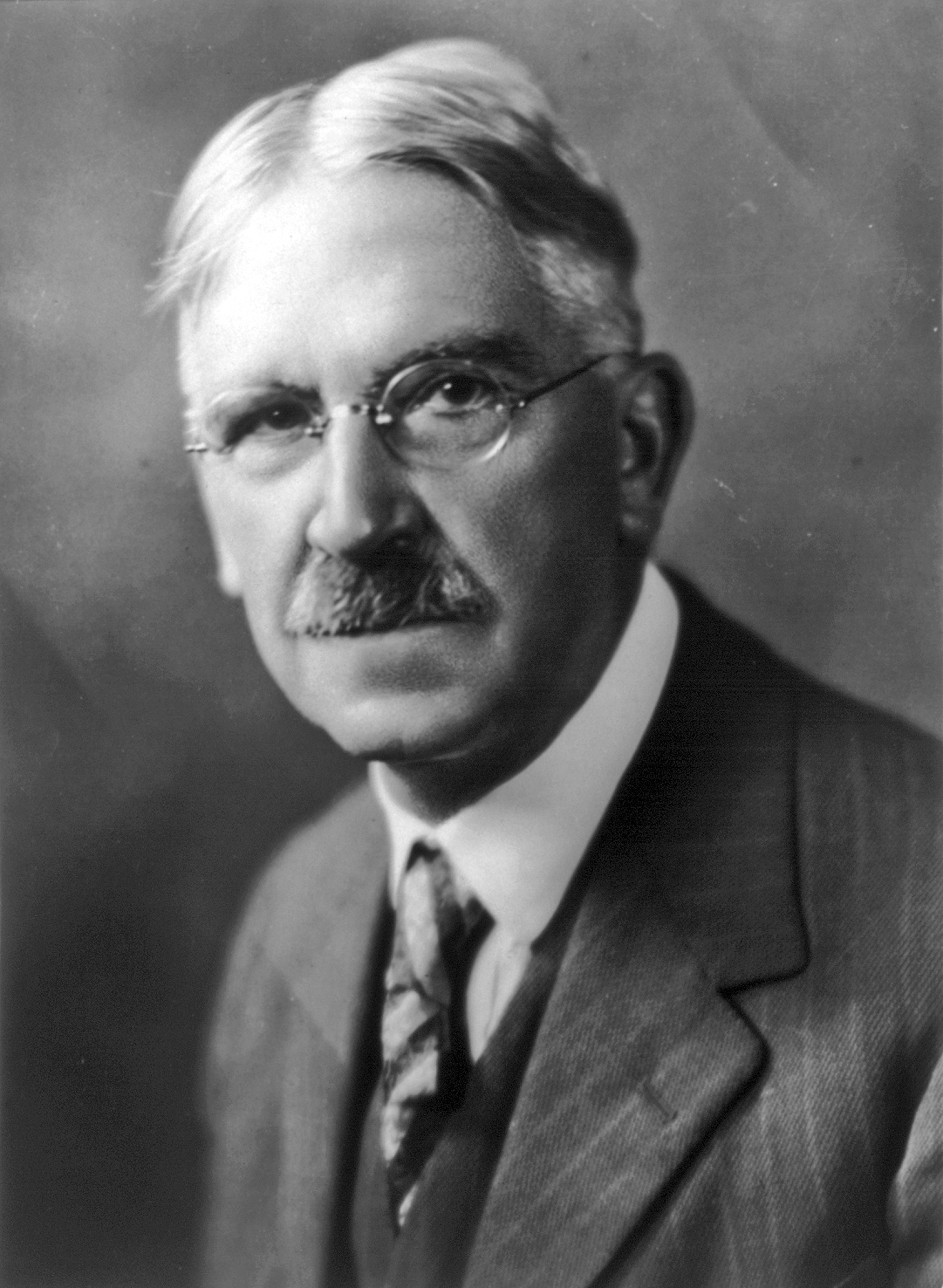
John Dewey (1859–1952)

- Dewey, John Frederick (* 1937), britischer Geologe
- Dewey, Melvil (1851–1931), US-amerikanischer Bibliothekar, führte die nach ihm benannte Dewey Decimal Classification ein
- Dewey, Nelson (1813–1889), US-amerikanischer Politiker
- Dewey, Thomas E. (1902–1971), US-amerikanischer Jurist und Politiker
- Dewey, Tommy (* 1978), US-amerikanischer Schauspieler, Produzent und Drehbuchautor
- Dewey, Travis (* 1971), US-amerikanischer Musiker
- Dewez, Jacques (1926–2005), französischer Unternehmer und Autorennfahrer
- Dewez, Laurent-Benoît (1731–1812), belgischer Architekt

### Dewh
- Dewhirst, Joan (1935–2020), britischer Eiskunstläufer
- Dewhirst, John Dawson (* 1952), britischer Lehrer und Opfer des Terrorregimes der Roten Khmer unter Pol Pot in Kambodscha
- Dewhurst, Colleen (1924–1991), kanadische Film- und Theaterschauspielerin
- Dewhurst, David (* 1945), US-amerikanischer Politiker
- Dewhurst, Gerard (1872–1956), englischer Fußballspieler

### Dewi
- Dewi, Komala (* 1989), indonesische Badmintonspielerin
- Dewi, Torsten (* 1968), deutscher Journalist und Autor
- Dewi, Utami (* 1951), indonesisch-amerikanische Badmintonspielerin
- Dewick, Steven (* 1976), australischer Schwimmer
- Dewidse, Salome (* 1986), georgische Tennisspielerin
- DeWilder, Audrey (* 1988), französische Schauspielerin
- Dewilder, Éric (* 1964), französischer Fußballspieler und -trainer
- Dewin, Pierre (* 1894), belgischer Wasserballspieler
- Dewin, Timo (* 1989), belgischer Eishockeyspieler
- DeWine, Mike (* 1947), US-amerikanischer Politiker (Republikaner)Mike DeWine (* 1947)

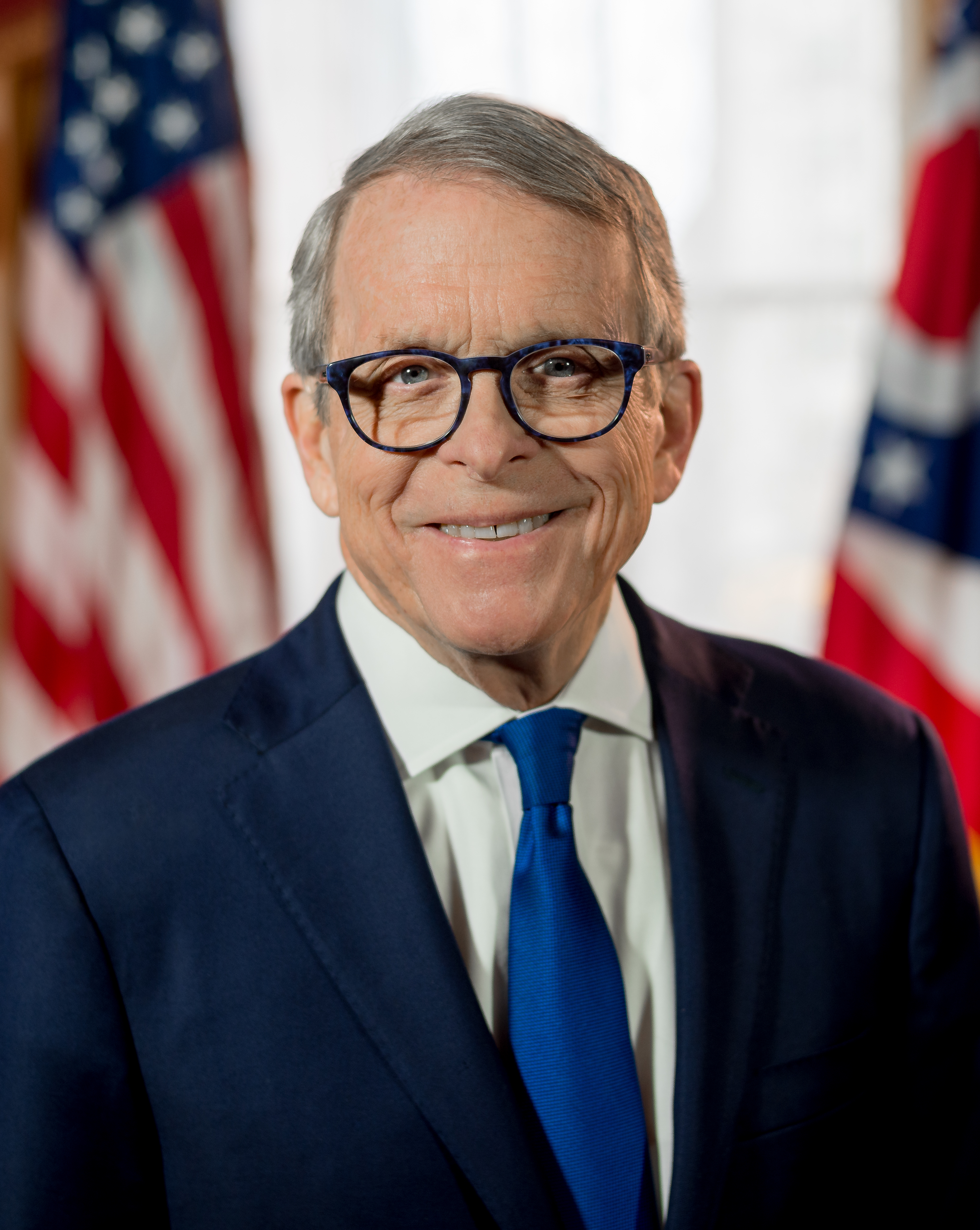
Mike DeWine (* 1947)

- Dewing, Maria Oakey (1845–1927), US-amerikanische Malerin
- Dewing, Thomas (1851–1938), US-amerikanischer Maler
- Dewing, Vaughan Charles Richard (* 1933), südafrikanischer Botschafter und Journalist
- Dewinski, Klaus-Dieter (* 1950), deutscher Fußballspieler
- DeWinter, Carmilla (* 1981), deutsche Phantastik-Autorin
- Dewinter, Filip (* 1962), belgischer Politiker
- Dewis, Norman (1920–2019), britischer Test- und Autorennfahrer
- Dewischeit, Friedrich (1805–1884), deutscher Gymnasiallehrer und Dichter
- deWit, Jacqueline (1912–1998), US-amerikanische Schauspielerin
- DeWit, Jeff (* 1973), US-amerikanischer Geschäftsmann und Politiker
- deWit, Willie (* 1961), kanadischer Boxer
- Dewit, Wouter (* 1981), belgischer Komponist und Jazzpianist
- DeWitt, Al, US-amerikanisch-deutscher Basketballspieler
- DeWitt, Bryce (1923–2004), US-amerikanischer theoretischer Physiker
- DeWitt, Charles (1727–1787), US-amerikanischer Politiker
- DeWitt, Doug (* 1961), US-amerikanischer Boxer
- DeWitt, Helen (* 1957), US-amerikanische Autorin
- DeWitt, Hugh E. (1930–2014), US-amerikanischer Physiker
- DeWitt, Jason (* 1983), US-amerikanischer Pokerspieler
- DeWitt, John (1881–1930), US-amerikanischer Hammerwerfer und Footballspieler
- DeWitt, John Hibbett (1906–1999), US-amerikanischer Elektroingenieur
- DeWitt, John Lesesne (1880–1962), General der US-Army
- DeWitt, Lincoln (* 1967), US-amerikanischer Skeletonpilot
- DeWitt, Nellie Jane (1895–1978), US-amerikanische Krankenschwester, Direktorin des US Navy Nurse Corps
- deWitt, Patrick (* 1975), kanadischer Autor
- DeWitt, Rosemarie (* 1971), US-amerikanische SchauspielerinRosemarie DeWitt (* 1971)

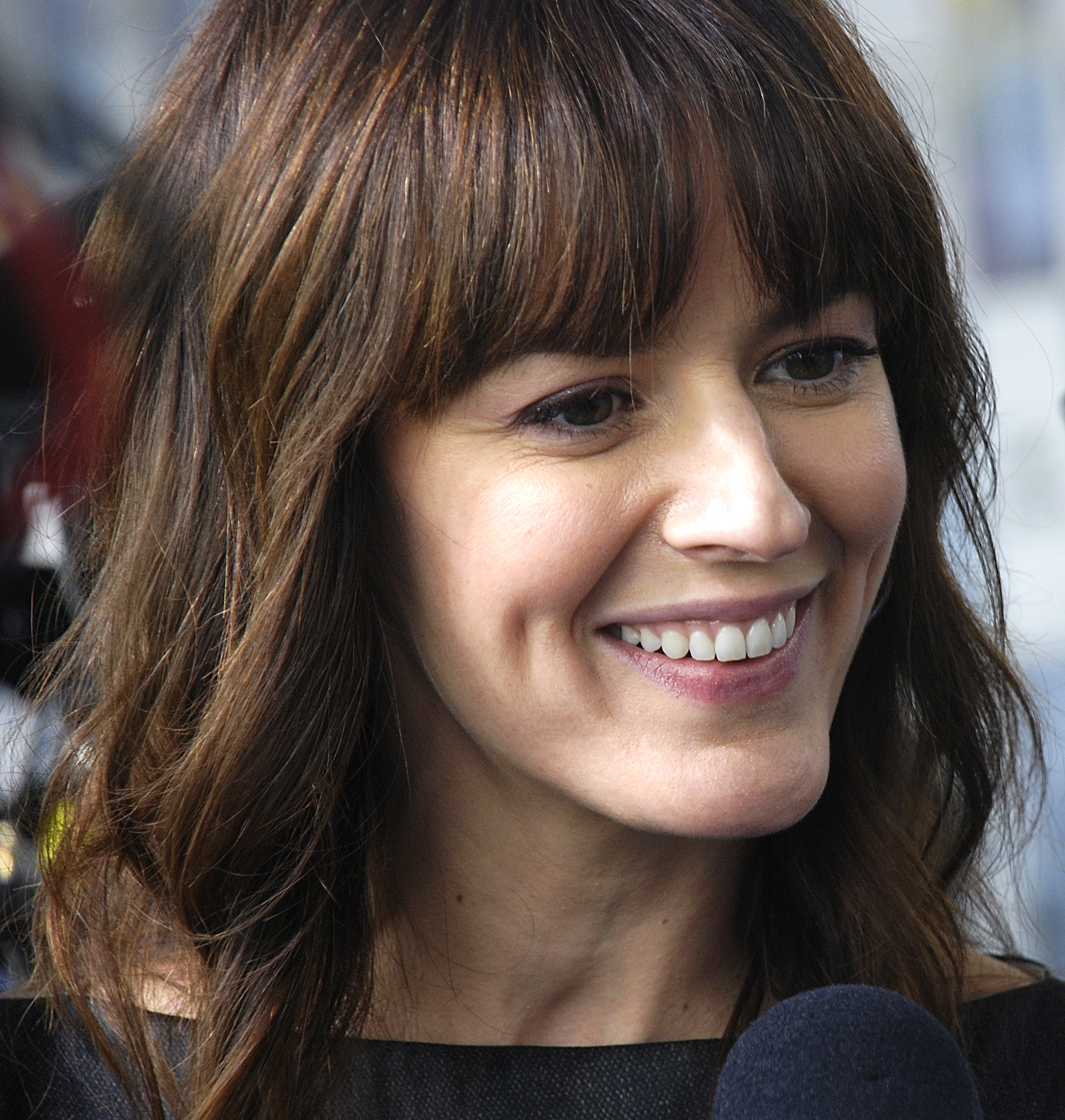
Rosemarie DeWitt (* 1971)

- DeWitt, William Henry (1827–1896), US-amerikanischer Politiker
- DeWitt-Morette, Cécile (1922–2017), französische theoretische und mathematische Physikerin
- Dewitz, Antje von (* 1972), deutsche Unternehmerin
- Dewitz, August von (1807–1865), preußischer Generalmajor
- Dewitz, August von (1836–1887), deutscher evangelischer Geistlicher der Herrnhuter Brüdergemeine und ihr Missionsdirektor
- Dewitz, Bodo von (1950–2017), deutscher Kunsthistoriker
- Dewitz, Carl Joseph von (1718–1753), preußischer Justizjurist und Diplomat
- Dewitz, Christian Heinrich von (1698–1774), preußischer Landrat
- Dewitz, Curt von (1871–1929), deutscher Generalleutnant der Reichswehr und Inspekteur der Artillerie
- Dewitz, Elisabeth Philippine Karoline von (1820–1899), deutsche Schriftstellerin
- Dewitz, Franz Joachim von (1666–1719), dänischer General und Generalgouverneur von Vorpommern und Rügen
- Dewitz, Friedrich von (1813–1888), deutscher Gutsbesitzer, Politiker, MdR
- Dewitz, Friedrich von (1843–1928), mecklenburgischer Gutsbesitzer, Jurist und als Staatsminister Regierungschef von Mecklenburg-Strelitz (1885–1907)
- Dewitz, Friedrich Wilhelm von (1668–1736), preußischer Generalleutnant, Chef des Kürassierregiments
- Dewitz, Gerhard (1926–2008), deutscher Politiker (CDU)
- Dewitz, Günther von (1885–1940), deutscher Generalmajor und Regimentskommandeur im Zweiten Weltkrieg
- Dewitz, Hans (1910–1992), deutscher Politiker (SPD), MdHB
- Dewitz, Henning Otto von (1707–1772), preußischer Generalmajor, Chef des Husarenregiments Nr. 1
- Dewitz, Hermann (1848–1890), deutscher Entomologe
- Dewitz, Hermann von (1813–1866), preußischer Generalmajor
- Dewitz, Hermann von (1854–1939), deutscher Offizier, Rittergutsbesitzer und Politiker, MdR
- Dewitz, Joachim Balthasar von (1636–1699), brandenburgisch-preußischer General
- Dewitz, Jobst von (1491–1542), Pommerscher Staatsmann
- Dewitz, Johann Georg von (1878–1958), preußischer Major und Politiker (DNVP), MdR
- Dewitz, Kuno (1897–1960), deutscher Generalmajor
- Dewitz, Kurt von (1847–1925), preußischer Beamter und Politiker, Oberpräsident in Schleswig-Holstein
- Dewitz, Ottfried von (1892–1980), deutscher Offizier, verurteilter Kriegsverbrecher, Kunstsammler und Manager
- Dewitz, Otto Ernst von (1788–1858), deutscher Gutsbesitzer und Mitglied der Mecklenburgischen Abgeordnetenversammlung
- Dewitz, Otto Ulrich von (1747–1808), deutscher Jurist und Politiker
- Dewitz, Otto von (1780–1864), deutscher Politiker und Minister in Mecklenburg-Strelitz
- Dewitz, Otto von (1850–1926), deutscher Offizier, Verwaltungsjurist, Landrat und Abgeordneter
- Dewitz, Otto von (1853–1919), mecklenburgischer Gutsbesitzer und Verwaltungsjurist
- Dewitz, Roderich von (1854–1935), preußischer Generalleutnant
- Dewitz, Rudolph von (1815–1863), preußischer Landrat
- Dewitz, Stephan Berend von (1672–1728), preußischer Landrat
- Dewitz, Stephan von (1658–1723), königlich preußischer Generalleutnant und Chef des Kürassier-Regiments Nr. 8, Erbherr von Kölpin in Mecklenburg, von Daber und Wussow in Pommern
- Dewitz, Stephan Werner von (1726–1800), mecklenburg-strelitzer und mecklenburg-schweriner Geheimrats Präsident
- Dewitz, Ulrich Otto von (1671–1723), dänischer Generalleutnant, Erbherr von Mitram und Holzendorf in Mecklenburg
- Dewitz, Ulrich Otto von (1814–1871), mecklenburgischer Gutsbesitzer und Politiker
- Dewitz, Viktor von (1853–1921), preußischer Rittergutsbesitzer und Politiker, MdH
- Dewitz-Krebs, Karl von (1887–1945), deutscher Generalmajor im Zweiten Weltkrieg

### Dewj
- Dewjatajew, Michail Petrowitsch (1917–2002), sowjetischer Kampfflieger im Zweiten WeltkriegMichail Petrowitsch Dewjatajew (1917–2002)

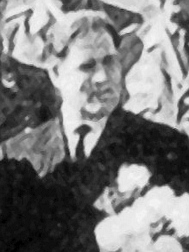
Michail Petrowitsch Dewjatajew (1917–2002)

- Dewjatjarow, Marat (* 1994), ukrainischer Tennisspieler
- Dewjatjarow, Michail Michailowitsch (* 1985), russischer Skilangläufer
- Dewjatjarow, Michail Talgatowitsch (* 1959), russischer Skilangläufer
- Dewjatkin, Nikita (* 1999), kasachischer Skispringer
- Dewjatkow, Nikolai Dmitrijewitsch (1907–2001), sowjetischer bzw. russischer Physiker und Hochschullehrer
- Dewjatowa, Marina Wladimirowna (* 1983), russische Sängerin
- Dewji, Mohammed (* 1975), tansanischer Unternehmer und Politiker

### Dewl
- Dewlet, Jekaterina Georgijewna (1965–2018), sowjetisch-russische Prähistorikerin
- Dewlet, Marianna Artaschirowna (1933–2021), sowjetisch-russische Prähistorikerin

### Dewo
- Dewoitine, Émile (1892–1979), französischer Flugzeugkonstrukteur
- DeWolf, Karen (1909–1989), US-amerikanische Drehbuchautorin und Schriftstellerin
- Dewolf, Karl (* 1972), französischer Eishockeyspieler und -trainer
- DeWolfe, Barbara (1912–2008), US-amerikanische Ornithologin und Hochschullehrerin
- Dewora, Viktor Joseph (1774–1837), deutscher katholischer Geistlicher und Pädagoge
- Deworme, Élie (* 1932), belgischer Politiker (PS)

### Dewr
- Dewran, Hasan (* 1958), deutsch-türkischer Schriftsteller

### Dews
- Dewsbury-Hall, Kiernan (* 1998), englischer Fußballspieler

### Dewt
- Dewton, Johannes Leopold (1905–1985), austroamerikanischer Bibliothekar

### Dewu
- Dewulf, Bernard (1960–2021), flämischer Schriftsteller
- Dewulf, Filip (* 1972), belgischer Tennisspieler
- DeWulf, Noureen (* 1984), US-amerikanische SchauspielerinNoureen DeWulf (* 1984)

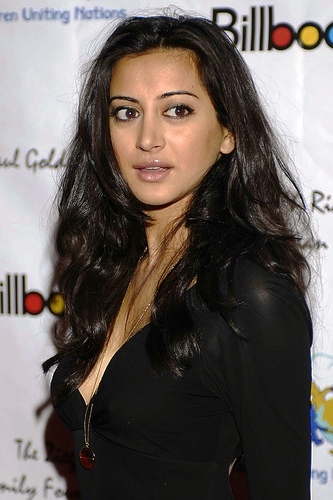
Noureen DeWulf (* 1984)

- Dewulf, Stan (* 1997), belgischer Radrennfahrer

### Dewy
- Dewynter, Christel (* 1972), französische Filmeditorin
- DeWyze, Lee (* 1986), US-amerikanischer Singer-Songwriter